# Staffordshire University
Die Universität Staffordshire (englisch: Staffordshire University) ist eine Universität in der Grafschaft Staffordshire in England. Die beiden Haupt-Campusse sind Stoke-on-Trent und Stafford, zu denen mittlerweile die beiden Standorte Lichfield und Shrewsbury in der benachbarten Grafschaft Shropshire hinzugekommen sind.

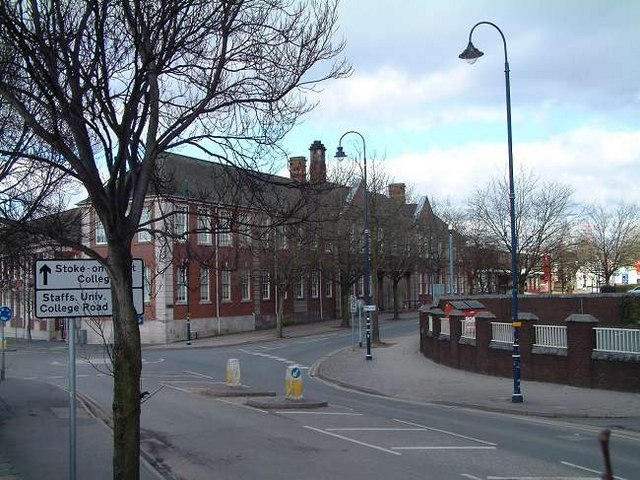
Straßenansicht der Universität in Stoke-on-Trent